# PGC 71753
LEDA/PGC 71753, auch UGC 12667, ist eine Spiralgalaxie vom Hubble-Typ Sc mit ausgedehnten Sternentstehungsgebieten im Sternbild Pegasus am Nordsternhimmel. Sie ist schätzungsweise 178 Millionen Lichtjahre von der Milchstraße entfernt und hat einen Durchmesser von etwa 65.000 Lichtjahren. Vom Sonnensystem aus entfernt sich das Objekt mit einer errechneten Radialgeschwindigkeit von näherungsweise 3.800 Kilometern pro Sekunde. Gemeinsam mit PGC 71748 bildet sie das optische Galaxienpaar Holm 809 oder KPG 586.
Im selben Himmelsareal befinden sich unter anderem die Galaxien PGC 1875680, PGC 1879734, PGC 1893102, PGC 1894747.